# Peter DiStefano
Peter DiStefano (Santa Monica, 10 luglio 1965) è un chitarrista statunitense.

## Carriera
È noto per essere stato chitarrista del gruppo alternative rock Porno for Pyros.
A metà anni ottanta fonda il gruppo surf punk K-38 che però pubblicano un solo singolo nel 1986. Nel 1993 entra come chitarrista nei Porno for Pyros insieme a Perry Farrell alla voce, Stephen Perkins alla batteria e Martyn LeNoble al basso. Con loro incide Porno for Pyros (1993) e Good God's Urge (1996). Già dipendente da eroina, nel 1998 gli viene diagnosticato un cancro e il gruppo si scioglie. Dopo due anni, sconfitto il tumore e forte di un nuovo matrimonio e di uno stile di vita più stabile, fonda i Venice Underground, coi quali inciderà due album nell'arco di otto anni. Nel frattempo incide altri due album con il musicista E-Rok con cui forma il due E-Rok and Pete, e sette album da solista, cinque dei quali per la Sanctuary Records, nell'arco di sei anni. Nel 2007 è ospite nell'album Ultra Payloaded del nuovo gruppo di Farrell, i Satellite Party e vanta collaborazioni con Scott Weiland degli Stone Temple Pilots e Peter Murphy dei Bauhaus.

## Discografia

### Con K-38
- For Those Who Listen / Local Boy - 1986 (singolo)

### Con Porno for Pyros
- Porno for Pyros - 1993
- Good God's Urge - 1996

### Con Venice Underground
- 2000 Venice Underground - 2000
- 2008 Venice Underground 2 - 2008

### Con Rambient
- So Many Worlds - 2001

### Con E-Rok and Pete
- E-Rok and Pete - 2006
- E-Rok and Pete 2 - 2008

### Solista
- Words in Red - 2002
- Solo at DiPiazza's - 2003
- Gratitude - 2004
- Soul Trigger - 2005
- Integrity - 2006
- Loyalty - 2007
- Digital Alchemy - 2008

### Altri
- Rev (Jane's Addiction/Porno for Pyros collection) - 1999
- Ultra Payloaded - Satellite Party - 2007